# 9. korpus NOVJ
9. korpus NOVJ je nastal 13. decembra 1943 iz 3. operativne cone (alpske). Poveljnik korpusa je postal dotedanji poveljnik 3. operativne cone Lado Ambrožič - Novljan, politični komisar Janez Hribar, namestnik političnega komisarja pa Branko Babič. Dolžnost načelnika štaba korpusa je opravljal šef operativnega odseka kapetan Milutin Dapčević.

9. korpus je odigral bistveno vlogo pri osvoboditvi Slovenskega primorja, ki so ga nacisti med drugo svetovno vojno priključili t. i. Operacijski coni Jadranskega Primorja, Vrhovni plenum Osvobodilne fronte slovenskega naroda pa ga je 16. septembra 1943 proglasil za del Slovenije. 9. korpus je vključeval tudi italijanske partizanske enote, ki so bile operativne v Beneški Sloveniji.  
Sestava 9. korpusa::
- 30. divizija:  
  - 17. Gregorčičeva brigada
  - 18. Bazoviška brigada
  - 19. Kosovelova brigada
- 31. divizija: 
  - 3. SNOUB "Ivan Gradnik"
  - 7. SNOUB "France Prešern"
  - 16. SNOB "Janko Premrl-Vojko"
  - Tolminska brigada
  - Gorenjski odred
  - Idrijski odred
- 1.Italijanska divizija "Garibaldi" (Divisione Garibaldi Natisone):
  - 156. brigada (156ª Brigata "Bruno Buozzi")
  - 157. brigada (157ª Brigata "Guido Picelli")
  - 158. brigada (158ª Brigata "Antonio Gramsci")
- Dolomitski odred
- Jeseniško-bohinjski odred
- Škofjeloški odred
- Operativni štab za zapadno Primorsko
- Mornariški odred Koper
- 1. artilerijski divizion
- 2. artilerijski divizion
- Zaščitni bataljon
- Bataljon za zvezo
- Dopolnilni bataljon
- SVPB Franja
- SVPB Pavla

## Odlikovanja
Leta 1997, ob petdesetletnici priključitve Primorske Sloveniji, je bil odlikovan z Zlatim častnim znakom svobode Republike Slovenije za zasluge v zmagovitem boju proti nacifašizmu ter za zvestobo slovenstvu v najhujših časih potujčevanja.